# Маки, Чарльз
Ча́рльз Ма́ки (англ. Charles Mackie; 1 января 1882 — дата смерти неизвестна), более известный как Ча́рли Ма́ки (англ. Charlie Mackie) — шотландский футболист, центральный нападающий.

## Биография
Уроженец Питерхеда, Чарли начал карьеру в шотландском «Абердине». В сезоне 1903/04 провёл за команду 21 матч и забил 9 голов.
В 1904 году перешёл в английский клуб «Манчестер Юнайтед». Дебютировал за команду 3 сентября 1904 года в матче Второго дивизиона против клуба «Порт Вейл». 17 сентября забил свой первый гол за «Юнайтед» в матче против «Болтон Уондерерс». 14 января 1905 года забил первый гол в матче Кубка Англии против «Фулхэма». 21 января сделал «дубль» в ворота «Глоссопа» в матче чемпионата. Всего в сезоне 1904/05 провёл за «Юнайтед» 7 матчей и забил 4 мяча.
В летом 1905 года перешёл в «Вест Хэм Юнайтед», за который провёл 10 матчей и забил 3 гола в рамках Южной лиги. В декабре 1905 года вернулся в «Абердин», где провёл один сезон, сыграв в 6 матчах и забив 1 гол. В дальнейшем играл за шотландский клуб «Лохгелли Юнайтед».